# Бенджамін Плюсс
Бенджамін Плюсс (нім. Benjamin Plüss; 3 березня 1979, Бюлах, Швейцарія) — швейцарський хокеїст, нападник, виступав за клуби «Фрібур-Готтерон», «Клотен Флаєрс» та ХК «Лозанна» в Національній лізі А.
Виступав в складі національної збірної на чемпіонаті світу з хокею у 2012 році.
Брат: Мартін Плюсс.